# Nototriche trollii
Nototriche trollii är en malvaväxtart som beskrevs av Oskar Eberhard Ulbrich. Nototriche trollii ingår i släktet Nototriche och familjen malvaväxter. Inga underarter finns listade i Catalogue of Life.